# Oligoclada amphinome
Oligoclada amphinome är en trollsländeart som beskrevs av Friedrich Ris 1919. Oligoclada amphinome ingår i släktet Oligoclada och familjen segeltrollsländor. Inga underarter finns listade i Catalogue of Life.